# Мудин (посёлок)
Мудин (узб. Mudin  / Мудин) — посёлок городского типа, расположенный на территории Касанского района Кашкадарьинской области Республики Узбекистан.

Статус посёлка городского типа с 2009 года.